# Europacupen i ishockey 1995/1996
Europacupen i ishockey 1995/1996 inleddes i september 1995, och avslutades den 30 december samma år. Turneringen vanns av finländska Jokerit, som besegrade tyska Kölner Haie i finalspelet.

## Inledande omgång
| Lag 1              | Resultat  | Lag 2           |
| ------------------ | --------- | --------------- |
| Tornado Luxembourg | 4-5, 2-2  | CHH Txuri Urdin |
| Ankara Büyükşehir  | 2-15, 6-9 | HC Bat Yam      |

## Första gruppspelsomgången

### Grupp A
Sofia, Bulgarien
| Lag 1               | Resultat | Lag 2               |
| ------------------- | -------- | ------------------- |
| HC Steaua Bucureşti | 17-0     | HK Partizan         |
| Levski Sofia        | 0-21     | Sokil Kyiv          |
| Sokil Kyiv          | 34-0     | HK Partizan         |
| Levski Sofia        | 0-8      | HC Steaua Bucureşti |
| Levski Sofia        | 15-2     | HK Partizan         |
| Sokil Kyiv          | 8-2      | HC Steaua Bucureşti |

### Grupp A, slutställning
| Placering | Lag                 | Poäng |
| 1         | Sokil Kyiv          | 6     |
| 2         | HC Steaua Bucureşti | 4     |
| 3         | Levski Sofia        | 2     |
| 4         | HK Partizan         | 0     |

### Grupp B
Budapest, Ungern
| Lag 1                   | Resultat | Lag 2                   |
| ----------------------- | -------- | ----------------------- |
| Tivali Minsk            | 17-0     | KHL Medveščak Zagreb    |
| Ferencvárosi TC         | 1-7      | Torpedo Ust-Kamenogorsk |
| Torpedo Ust-Kamenogorsk | 15-1     | KHL Medveščak Zagreb    |
| Ferencvárosi TC         | 4-7      | Tivali Minsk            |
| Ferencvárosi TC         | 9-1      | KHL Medveščak Zagreb    |
| Torpedo Ust-Kamenogorsk | 6-6      | Tivali Minsk            |

### Grupp B, slutställning
| Placering | Lag                     | Poäng |
| 1         | Tivali Minsk            | 5     |
| 2         | Torpedo Ust-Kamenogorsk | 5     |
| 3         | Ferencvárosi TC         | 2     |
| 4         | KHL Medveščak Zagreb    | 0     |

### Grupp C
Herning, Danmark
| Lag 1           | Resultat | Lag 2           |
| --------------- | -------- | --------------- |
| Herning IK      | 10-2     | HC Bat Yam      |
| Narva Kreenholm | 8-1      | SC Energija     |
| Narva Kreenholm | 11-1     | HC Bat Yam      |
| Herning IK      | 10-2     | SC Energija     |
| SC Energija     | 8-6      | HC Bat Yam      |
| Herning IK      | 7-0      | Narva Kreenholm |

### Grupp C, slutställning
| Placering | Lag             | Poäng |
| 1         | Herning IK      | 6     |
| 2         | Narva Kreenholm | 4     |
| 3         | SC Energija     | 2     |
| 4         | HC Bat Yam      | 0     |

### Grupp D
Tilburg, Nederländerna
| Lag 1                  | Resultat | Lag 2                  |
| ---------------------- | -------- | ---------------------- |
| HDD Olimpija Ljubljana | 17-2     | CHH Txuri Urdin        |
| Tilburg Trappers       | 1-4      | Sheffield Steelers     |
| HDD Olimpija Ljubljana | 5-3      | Sheffield Steelers     |
| Tilburg Trappers       | 14-1     | CHH Txuri Urdin        |
| Sheffield Steelers     | 9-2      | CHH Txuri Urdin        |
| Tilburg Trappers       | 2-8      | HDD Olimpija Ljubljana |

### Grupp D, slutställning
| Placering | Lag                    | Poäng |
| 1         | HDD Olimpija Ljubljana | 6     |
| 2         | Sheffield Steelers     | 4     |
| 3         | Tilburg Trappers       | 2     |
| 4         | CHH Txuri Urdin        | 0     |

 Podhale Nowy Targ,
 VEU Feldkirch,
 Storhamar,
 HC Bolzano,
 Rouen HC,
 EHC Kloten,
 TPS,
 TJ VSŽ Košice,
 HC Petra Vsetín,
 Dynamo Moskva,  HV71  : vidare direkt

## Andra gruppspelsomgången

### Grupp E
Hamar, Norge
| Lag 1         | Resultat | Lag 2         |
| ------------- | -------- | ------------- |
| HV71          | 4-2      | TJ VSŽ Košice |
| Storhamar     | 4-0      | Sokil Kyiv    |
| Storhamar     | 1-3      | TJ VSŽ Košice |
| HV71          | 8-1      | Sokil Kyiv    |
| TJ VSŽ Košice | 6-1      | Sokil Kyiv    |
| Storhamar     | 1-3      | HV71          |

### Grupp E, slutställning
| Placering | Lag           | Poäng |
| 1         | HV71          | 6     |
| 2         | TJ VSŽ Košice | 4     |
| 3         | Storhamar     | 2     |
| 4         | Sokil Kyiv    | 0     |

### Grupp F
Kloten, Zürichs kanton, Schweiz
| Lag 1         | Resultat | Lag 2         |
| ------------- | -------- | ------------- |
| EHC Kloten    | 3-3      | VEU Feldkirch |
| Tivali Minsk  | 4-4      | TPS           |
| VEU Feldkirch | 8-2      | Tivali Minsk  |
| EHC Kloten    | 3-2      | TPS           |
| VEU Feldkirch | 5-3      | TPS           |
| EHC Kloten    | 2-5      | Tivali Minsk  |

### Grupp F, slutställning
| Placering | Lag           | Poäng |
| 1         | VEU Feldkirch | 5     |
| 2         | Tivali Minsk  | 3     |
| 3         | EHC Kloten    | 3     |
| 4         | TPS           | 1     |

### Grupp G
Bolzano, Italien
| Lag 1                   | Resultat | Lag 2                   |
| ----------------------- | -------- | ----------------------- |
| Dynamo Moskva           | 3-0      | Torpedo Ust-Kamenogorsk |
| HC Bolzano              | 10-3     | Herning IK              |
| Dynamo Moskva           | 10-1     | Herning IK              |
| HC Bolzano              | 4-7      | Torpedo Ust-Kamenogorsk |
| HC Bolzano              | 4-5      | Dynamo Moskva           |
| Torpedo Ust-Kamenogorsk | 3-2      | Herning IK              |

### Grupp G, slutställning
| Placering | Lag                     | Poäng |
| 1         | Dynamo Moskva           | 6     |
| 2         | Torpedo Ust-Kamenogorsk | 4     |
| 3         | HC Bolzano              | 2     |
| 4         | Herning IK              | 0     |

### Grupp H
Vsetín, Tjeckien
| Lag 1                  | Resultat | Lag 2                  |
| ---------------------- | -------- | ---------------------- |
| Rouen HC               | 5-2      | Podhale Nowy Targ      |
| HC Petra Vsetín        | 7-1      | HDD Olimpija Ljubljana |
| HC Petra Vsetín        | 4-2      | Rouen HC               |
| HDD Olimpija Ljubljana | 11-4     | Podhale Nowy Targ      |
| Rouen HC               | 3-2      | HDD Olimpija Ljubljana |
| HC Petra Vsetín        | 4-2      | Podhale Nowy Targ      |

### Grupp H, slutställning
| Placering | Lag                    | Poäng |
| 1         | HC Petra Vsetín        | 6     |
| 2         | Rouen HC               | 4     |
| 3         | HDD Olimpija Ljubljana | 2     |
| 4         | Podhale Nowy Targ      | 0     |

 Kölner Haie,
 Jokerit  : vidare direkt

## Finalomgång
Köln, Nordrhein-Westfalen, Tyskland

### Grupp J
| Lag 1   | Resultat | Lag 2           |
| ------- | -------- | --------------- |
| Jokerit | 5-2      | HC Petra Vsetín |
| HV71    | 5-3      | HC Petra Vsetín |
| Jokerit | 5-3      | HV71            |

### Grupp J, slutställning
| Placering | Lag             | Poäng |
| 1         | Jokerit         | 4     |
| 2         | HV71            | 2     |
| 3         | HC Petra Vsetín | 0     |

### Grupp K
| Lag 1         | Resultat | Lag 2         |
| ------------- | -------- | ------------- |
| Kölner Haie   | 4-1      | Dynamo Moskva |
| VEU Feldkirch | 3-3      | Dynamo Moskva |
| Kölner Haie   | 4-2      | VEU Feldkirch |

### Grupp K, slutställning
| Placering | Lag           | Poäng |
| 1         | Kölner Haie   | 4     |
| 2         | VEU Feldkirch | 1     |
| 3         | Dynamo Moskva | 1     |

### Match om tredje pris
| Lag 1 | Resultat | Lag 2         |
| ----- | -------- | ------------- |
| HV71  | 10-3     | VEU Feldkirch |

### Final
| Lag 1       | Resultat           | Lag 2   |
| ----------- | ------------------ | ------- |
| Kölner Haie | 3-3 (2-3 straffar) | Jokerit |